# Нильссон, Лассе
Ларс Томас Нильссон (швед. Lars Thomas "Lasse" Nilsson; 3 января 1982, Бурлэнге, Швеция) — шведский футболист, нападающий клуба «Эльфсборг» и сборной Швеции.

## Клубная карьера
Нильссон начал карьеру на родине, успешно выступая за «Браге» и «Эльфсборг». Летом 2005 года он перешёл в нидерландский «Херенвен». На протяжении двух сезонов Лассе был одним из лучших бомбардиров клуба в Эредивизи. Летом 2007 года Нильссон присоединился к французскому клубу «Сент-Этьен», подписав контракт на четыре года. Сумма трансфера составила 3 млн. евро. 26 августа в матче против «Лиона» он дебютировал в Лиге 1, заменив во втором тайме Бафетимби Гомиса. В 2008 году для получения игровой практики Лассе на правах аренды выступал за свой бывший клуб «Эльфсборг» и датский «Ольборг». В составе последнего он стал чемпионом Дании.
В начале 2009 года Нильссон на правах аренды перешёл в «Витесс». 3 февраля в матче против своего бывшего клуба «Херенвен» он дебютировал за новую команду. 8 февраля в поединке против амстердамского «Аякса» Лассе сделал «дубль», забив свои первые голы за «Витесс». По окончании аренды клуб выкупил трансфер Нильссона, подписав с ним трёхлетнее соглашение.
В начале 2011 года Лассе вернулся в «Эльфсборг». Спустя год он помог клубу выиграть чемпионат. 12 декабря 2013 года в матче Лиги Европы против льежского «Стандарда» Нильссон сделал «дубль». В 2014 году он стал обладателем Кубка Швеции.

## Международная карьера
22 января 2004 года в товарищеском матче против сборной Норвегии Нильссон дебютировал за сборную Швеции.

## Достижения
Командные
 «Ольборг»
- Чемпионат Дании по футболу — 2007/08

 «Эльфсборг»
- Чемпионат Швеции по футболу — 2012
- Обладатель Кубка Швеции — 2013/14